# MoinMoin (Software)
MoinMoin ist eine auf PikiPiki basierende freie Wiki-Software, die in der Programmiersprache Python geschrieben ist. Die erste Version entstand im Jahr 2000. Der Name MoinMoin ist eine Anspielung auf den norddeutschen Gruß „Moin“ sowie auf die Doppelung und CamelCase-Schreibweise von „WikiWiki“, einem Synonym des hawaiischen Wortes „Wiki“.
Voraussetzung zur Installation von MoinMoin ist Python Version 2.7.x, das für die gängigen Betriebssysteme verfügbar ist; Python 3.x wird noch nicht unterstützt.

## Merkmale
- CamelCase-Links und Free-Links
- Suchfunktion (Integration von Xapian Suchmaschine)
- Discretionary Access Control (mit Seitengranularität)
- Spamfilter
- Unicode-fähig. Standard-Zeichenkodierung ist UTF-8.
- Übersetzung in viele Sprachen.
- Zeitzone für jeden User einstellbar.
- Skin-Unterstützung
- Diff-Funktion zwischen beliebigen Revisionen
- Backup jeder Revision einer Seite
- RSS-Web-Feed für aktuelle Änderungen
- Vorlagenverwaltung
- Interwiki-Links
- integrierte Hilfeseiten
- zentrale Konfiguration (für Wiki-Farmen) möglich
- Abonnement von Seiten (Benachrichtigung via E-Mail)
- freie Auswahl zwischen WYSIWYG-Editor oder einfachem Editor
- Kommentarseiten
- Lizenz: GNU General Public License
- keine Namensräume (kann oft per Wikifarm gelöst werden)
- Seiten können in DocBook-Format exportiert werden